# Claire Simpson
Pour les articles homonymes, voir Simpson.
Claire Simpson est une monteuse britannique dont le travail a été récompensé aux Academy Award par un Oscar du cinéma pour Platoon d'Oliver Stone et un BAFTA du meilleur montage pour The Constant Gardener (La Constance du jardinier) de Fernando Meirelles.

## Biographie
Claire Simpson, active dans le milieu du cinéma depuis le début des années 1980, a été encadrée par la monteuse Dede Allen et, à son tour, est le mentor de personnalités de renom tels que Pietro Scalia, David Brenner et Joe Hutshing, tous des monteurs qui ont remporté un Oscar ainsi que de Julie Monroe. Elle est également la monteuse des films Platoon, Salvador et Wall Street d'Oliver Stone.

## Filmographie

### Au cinéma
- 1984 : C.H.U.D. de Douglas Cheek
- 1985 : Soldiers in Hiding
- 1986 : Platoon
- 1986 : Salvador
- 1987 : Traquée de Ridley Scott
- 1987 : Wall Street
- 1988 : Tequila Sunrise de Robert Towne
- 1989 : Raging Fury
- 1990 : Les Anges de la nuit
- 1992 : Les Mambo Kings
- 1994 : Prince noir de Caroline Thompson
- 1996 : Le Fan de Tony Scott
- 1998 : Without Limits
- 1999 : Jakob le menteur de Peter Kassovitz
- 2001 : Potins mondains et amnésies partielles
- 2002 : Possession de Neil LaBute
- 2005 : The Constant Gardener de Fernando Meirelles
- 2006 : The Return d'Asif Kapadia
- 2008 : Stop-Loss de Kimberly Peirce
- 2008 : The Reader
- 2009 : Nine de Rob Marshall
- 2011 : Extrêmement fort et incroyablement près (documentaire) de Stephen Daldry
- 2014 : Un homme très recherché
- 2015 : Loin de la foule déchaînée (Far from the Madding Crowd) de Thomas Vinterberg
- 2017 : Le Bonhomme de neige (The Snowman) de Tomas Alfredson
- 2017 : Tout l'argent du monde (All the Money in the World) de Ridley Scott
- 2021 : Le Dernier Duel (The Last Duel)  de Ridley Scott
- 2021 : House of Gucci de Ridley Scott
- 2023 : Napoléon (Napoleon) de Ridley Scott
- 2024 : Gladiator 2 de Ridley Scott

### À la télévision
- 1983 : Peace on Borrowed Time (téléfilm)

## Distinctions

### Récompenses
- Platoon :		
  - 1987	: Academy Awards : Oscar du meilleur montage de son
  - 1987	: American Cinema Editors : Meilleur montage pour un long métrage
  - 1988	: British Academy Film and Television Arts Awards : BAFTA du meilleur montage
- The Constant Gardener : 			
  - 2006	:  British Academy Film and Television Arts Awards : BAFTA du meilleur montage
  - 2006	:  Online Film & Television Association : Prix du meilleur montage